# Vuelta a Burgos 2001
La Vuelta a Burgos 2001, ventitreesima edizione della corsa, si svolse dal 20 al 24 agosto 2001 su un percorso di 782 km ripartiti in 5 tappe, con partenza e arrivo a Burgos. Fu vinta dallo spagnolo Juan Miguel Mercado della iBanesto.com davanti ai suoi connazionali José Luis Rubiera Vigil e Eladio Jiménez.

## Tappe
| Tappa  | Data      | Percorso                       | km  | Vincitore di tappa  | Leader cl. generale |
| ------ | --------- | ------------------------------ | --- | ------------------- | ------------------- |
| 1ª     | 20 agosto | Burgos > Aranda de Duero       | 122 | Andrea Tafi         | Andrea Tafi         |
| 2ª     | 21 agosto | Covarrubias > Lagunas de Neila | 158 | Juan Miguel Mercado | Juan Miguel Mercado |
| 3ª     | 22 agosto | Briviesca > San Juan del Monte | 154 | Carlos Sastre       | Juan Miguel Mercado |
| 4ª     | 23 agosto | Oña > Medina de Pomar          | 184 | Massimo Apollonio   | Juan Miguel Mercado |
| 5ª     | 24 agosto | Melgar de Fernamental > Burgos | 164 | Óscar Freire        | Juan Miguel Mercado |
| Totale | Totale    | Totale                         | 782 |                     |                     |

## Dettagli delle tappe

### 1ª tappa
- 20 agosto: Burgos > Aranda de Duero – 122 km

| Pos. | Corridore          | Squadra    | Tempo    |
| ---- | ------------------ | ---------- | -------- |
| 1    | Andrea Tafi        | Mapei      | 3h03'04" |
| 2    | Jehudi Schoonacker | Vlaanderen | a 1"     |
| 3    | Steffen Radochla   | Festina    | a 5"     |

| Pos. | Corridore          | Squadra    | Tempo    |
| ---- | ------------------ | ---------- | -------- |
| 1    | Andrea Tafi        | Mapei      | 3h02'58" |
| 2    | Jehudi Schoonacker | Vlaanderen | a 3"     |
| 3    | Steffen Radochla   | Festina    | a 5"     |

### 2ª tappa
- 21 agosto: Covarrubias > Lagunas de Neila – 158 km

| Pos. | Corridore               | Squadra      | Tempo    |
| ---- | ----------------------- | ------------ | -------- |
| 1    | Juan Miguel Mercado     | iBanesto.com | 3h57'01" |
| 2    | José Luis Rubiera Vigil | US Postal    | a 16"    |
| 3    | Eladio Jiménez          | iBanesto.com | s.t.     |

| Pos. | Corridore               | Squadra      | Tempo    |
| ---- | ----------------------- | ------------ | -------- |
| 1    | Juan Miguel Mercado     | iBanesto.com | 7h00'07" |
| 2    | José Luis Rubiera Vigil | US Postal    | a 17"    |
| 3    | Eladio Jiménez          | iBanesto.com | a 18"    |

### 3ª tappa
- 22 agosto: Briviesca > San Juan del Monte – 154 km

| Pos. | Corridore        | Squadra     | Tempo    |
| ---- | ---------------- | ----------- | -------- |
| 1    | Carlos Sastre    | ONCE-Eroski | 3h30'07" |
| 2    | Paolo Lanfranchi | Mapei       | a 4"     |
| 3    | Óscar Sevilla    | Kelme       | s.t.     |

| Pos. | Corridore               | Squadra      | Tempo     |
| ---- | ----------------------- | ------------ | --------- |
| 1    | Juan Miguel Mercado     | iBanesto.com | 10h30'18" |
| 2    | José Luis Rubiera Vigil | US Postal    | a 17"     |
| 3    | Eladio Jiménez          | iBanesto.com | a 18"     |

### 4ª tappa
- 23 agosto: Oña > Medina de Pomar – 184 km

| Pos. | Corridore              | Squadra       | Tempo    |
| ---- | ---------------------- | ------------- | -------- |
| 1    | Massimo Apollonio      | Tacconi Sport | 4h33'55" |
| 2    | Martin Garrido Mayorga | Colchon Relax | s.t.     |
| 3    | Óscar Freire           | Mapei         | s.t.     |

| Pos. | Corridore               | Squadra      | Tempo     |
| ---- | ----------------------- | ------------ | --------- |
| 1    | Juan Miguel Mercado     | iBanesto.com | 15h04'13" |
| 2    | José Luis Rubiera Vigil | US Postal    | a 17"     |
| 3    | Eladio Jiménez          | iBanesto.com | a 18"     |

### 5ª tappa
- 24 agosto: Melgar de Fernamental > Burgos – 164 km

| Pos. | Corridore               | Squadra       | Tempo    |
| ---- | ----------------------- | ------------- | -------- |
| 1    | Óscar Freire            | Mapei         | 3h45'51" |
| 2    | Gianpaolo Mondini       | Mercatone Uno | s.t.     |
| 3    | David Fernandez Domingo | Colchon Relax | s.t.     |

| Pos. | Corridore               | Squadra      | Tempo     |
| ---- | ----------------------- | ------------ | --------- |
| 1    | Juan Miguel Mercado     | iBanesto.com | 18h50'04" |
| 2    | José Luis Rubiera Vigil | US Postal    | a 17"     |
| 3    | Eladio Jiménez          | iBanesto.com | a 18"     |

## Classifiche finali

### Classifica generale
| Pos. | Corridore               | Squadra                   | Tempo     |
| ---- | ----------------------- | ------------------------- | --------- |
| 1    | Juan Miguel Mercado     | iBanesto.com              | 18h50'04" |
| 2    | José Luis Rubiera Vigil | US Postal Service         | a 17"     |
| 3    | Eladio Jiménez          | iBanesto.com              | a 18"     |
| 4    | Óscar Sevilla           | Kelme                     | a 25"     |
| 5    | Fernando Escartín       | Team Coast                | a 50"     |
| 6    | Levi Leipheimer         | US Postal Service         | a 57"     |
| 7    | Félix Cárdenas          | Kelme                     | a 1'07"   |
| 8    | Félix García Casas      | Festina                   | a 1'17"   |
| 9    | Carlos Sastre           | ONCE-Eroski               | a 1'22"   |
| 10   | Gerhard Trampusch       | Team Deutsche Telekom-ARD | a 1'29"   |